# Kalgoorlie (Schiff)
Die Kalgoorlie, auch HMAS Kalgoorlie (Kennung: J192) war eine Korvette der Bathurst-Klasse der Royal Australian Navy, die während des Zweiten Weltkriegs zum Einsatz kam. Das Schiff war nach der australischen Stadt Kalgoorlie benannt.

## Geschichte
Insgesamt 60 Schiffe dieser Klasse wurden während des Krieges in Australien als Teil des Kriegsnotprogramms als Minensucher gebaut: 36 für die Royal Australian Navy, 20 (darunter auch die Kalgoorlie) im Auftrag der britischen Admiralität, aber von der Royal Australian Navy bemannt und eingesetzt und vier weitere für die Royal Indian Navy.
Nach ihrer Indienststellung wurde die Kalgoorlie bis August 1942 als Geleitschiff an der Ostküste Australiens eingesetzt. Danach wurde sie nach Darwin verlegt, von wo aus sie in der Schlacht um Timor eingesetzt wurde. So transportierte sie im September Truppen nach Timor und übernahm am 25. September zusammen mit ihrem Schwesterschiff Warrnambool die Besatzung des Zerstörers Voyager, der zwei Tage vorher bei Betano in Osttimor auf Grund gelaufen war und aufgegeben werden musste. Im November unterstützte sie Kommandooperationen auf Timor, Anfang Dezember suchte sie nach Überlebenden der von den Japanern versenkten Korvette Armidale. Trotz wiederholter feindlicher Luftangriffe gelang es ihr, insgesamt 49 Überlebende zu bergen.
Bis Februar 1943 eskortierte die Kalgoorlie Geleitzüge zwischen Darwin und Thursday Island, danach folgten wieder Geleitschutzaufgaben an der Ostküste Australiens und auf der Strecke Australien-Neuguinea bis zum Mitte 1944. Während dieses Zeitraums ging nur ein einziges von der Kalgoorlie eskortiertes Schiff verloren, am 16. Juni 1943 versenkte ein japanisches U-Boot den Frachter Portmar aus dem von der Kalgoorlie, Warrnambool, Deloraine, Cootamundra und Bundaberg eskortierten Geleitzug GP55. Die Korvette suchte mehrere Tage vergeblich nach dem U-Boot. Im August und September 1944 räumte sie zusammen mit der Pirie australische Minenfelder an den Durchfahrten des Great Barrier Reef, die nicht mehr benötigt wurden.
Im Januar 1945 wurde die Korvette als Teil der 21. Minenräumflottille der britischen Pazifikflotte zugeteilt und operierte von Ende März bis Anfang Juli 1945 in den Philippinen. Danach kehrte sie zu einer Überholung nach Brisbane zurück, die bis zur Kapitulation Japans noch nicht beendet war. Am 8. Mai 1946 wurde die Korvette von der australischen Marine außer Dienst gestellt und an die niederländische Marine übergeben, welche sie als Ternate in Dienst stellte.